# Cinnamomum wilsonii
Cinnamomum wilsonii är en lagerväxtart som beskrevs av James Sykes Gamble. Cinnamomum wilsonii ingår i släktet Cinnamomum och familjen lagerväxter. Inga underarter finns listade i Catalogue of Life.